# Луций Калвенций Вет Гай Карминий
Луций Калвенций Вет Гай Карминий (на латински: Lucius Calventius Vetus Carminius) е политик и сенатор на Римската империя.

## Политическа кариера
През 44/45 г. става легат Augusti pro praetore в Лузитания. През септември–октомври 51 г. той е суфектконсул заедно с император Клавдий. Сменен е от Тит Флавий Веспасиан. След това става проконсул на провинция Африка.

## Деца
- Луций Карминий Лузитаник (суфектконсул 81 г.)
- Секст Карминий Вет (консул 83 г.),[3] баща на Секст Карминий Вет (консул 116 г.) и дядо на Секст Карминий Вет (консул 150 г.)